# Lexuri Gallastegi
Lexuri Gallastegi Sodupe (Motrico, Vizcaya, 1975) es miembro de la banda terrorista ETA condenada por la justicia por su participación en diversos crímenes.

## Biografía
Es hermana de Irantzu Gallastegi, condenada a 50 años de cárcel por el secuestro y asesinato del concejal de Ermua Miguel Ángel Blanco, y de Orkatz Gallastegi.

## Su actividad delictiva
Se integró en 1999 en el comando Buru Ahuste, que operó en Madrid entre los años 1999 y 2001 y que cometió varios asesinatos en la capital de España. Además, colaboró en la reestructuración operativa de varios comandos y el fortalecimiento de la actividad terrorista de ETA durante los meses siguientes a la tregua de 1998. Se sabe que "Txapote" impuso un nuevo sistema de organización de los comandos por los que estarían formados por tres miembros liberados de la organización, de los cuales solo dos participarían simultáneamente en la comisión de atentados. El otro miembro sería el encargado de limpiar los pisos de pruebas e informar a la dirección en el caso de que fuesen detenidos los dos primeros.
El comando Buru Ahuste recabó información para la comisión de atentados terroristas. Entre sus informes, destacan los de personalidades de la justicia, como el juez de la Audiencia Nacional Ismael Moreno, al que vigilaron entre mayo y julio de 2001. También recibieron información sobre las actividades de los exconcejales del PP en el Ayuntamiento de Madrid Adriano García y María Antonia Suárez Cuesta.
En marzo de 2001 el comando terrorista intentó reiteradamente asesinar al consejero del Tribunal de Cuentas Paulino Martín, atentado que no pudieron realizar por dificultades técnicas.

## Coche bomba
El 6 de noviembre de 2001, los miembros del comando Aitor García, Ana Belén Egües, Manex Zubiaga y Lexuri Gallastegi colocaron un coche bomba en la calle Corazón de María de Madrid y lo detonaron al paso del vehículo en el que viajaba el exsubsecretario de Política Científica Juan Junquera, que previamente había sido vigilado varios meses. La explosión hirió a 94 personas, aunque los terroristas no consiguieron asesinar a Junquera. Tras el atentado, Egües y García fueron detenidos gracias a la intervención de un ciudadano que alertó a la policía.

## Detención y juicio
Detenida por las autoridades francesas el 2 de mayo de 2002, fue acusada de asociación de malhechores, tenencia de armas, falsificación de documentación e intento de robo. Permaneció en prisión hasta que fue entregada a las autoridades españolas el jueves 9 de agosto de 2007, junto a Ainhoa Mujika Goñi, una de las dirigentes etarras hasta 2002.

## Atentados en los que participó
- Colocación de coche-bomba en un párking subterráneo de la plaza Colón de Madrid el 12 de octubre de 2001.
- Colocación de coche-bomba contra el exsubsecretario de Política Científica Juan Junquera, en noviembre de 2001.